# Rozhledna Jarník
Rozhledna Jarník stojí na vrchu Jarník (606 m n. m.) asi 2 km východně od Písku a slouží zároveň jako vysílač.

## Historie

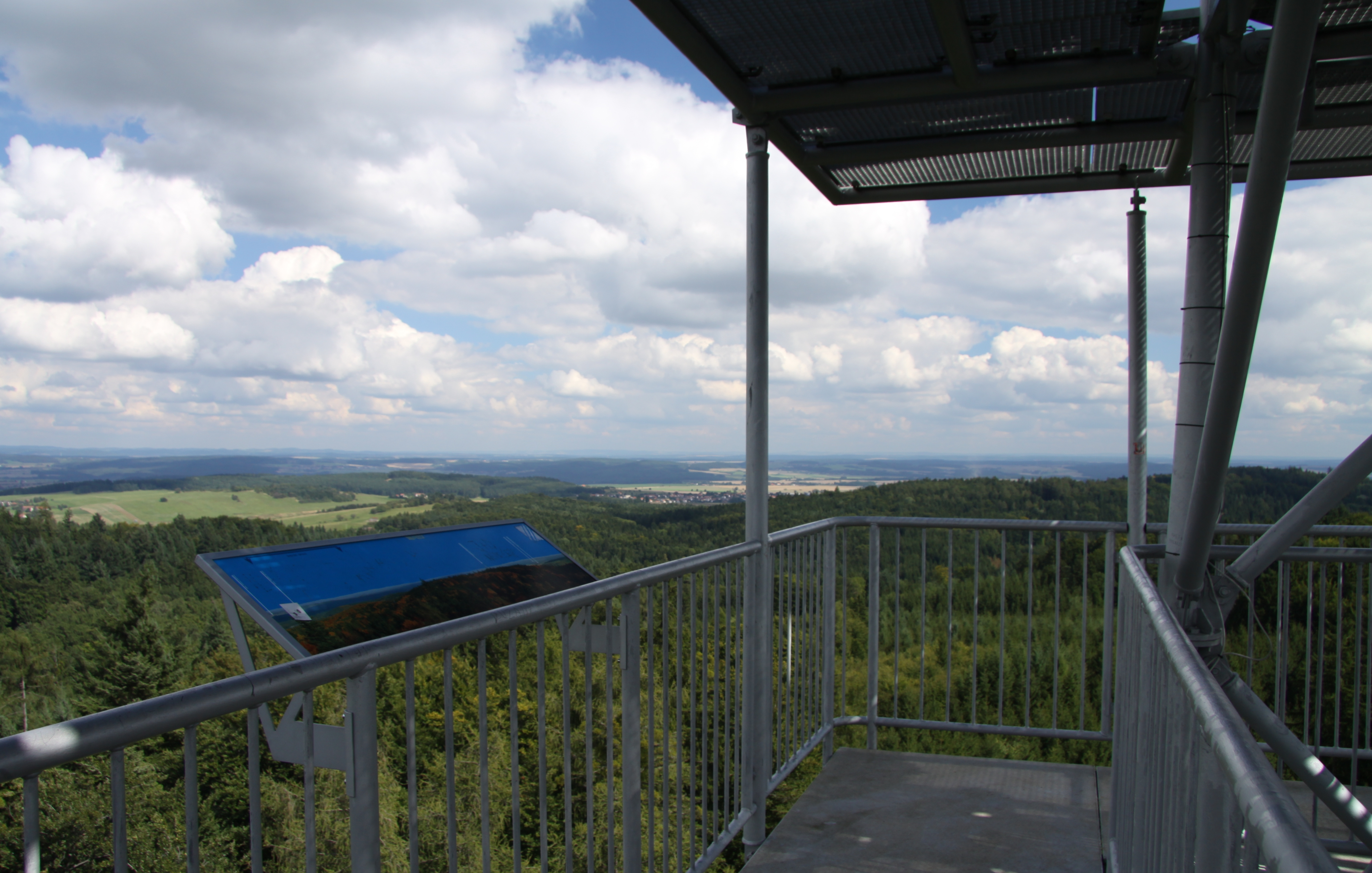
Na vrchu rozhledny jsou informační tabule ukazující významné dominanty okolí, v současné době jsou poryté

Snaha o výstavbu rozhledny byly na vrcholu sahají až do konce 18. století, ale rozhledna zde nebyla nikdy vystavena. V roce 1901 byl založen písecký Klub českých turistů, který o rok později začal hledat místo, kde by vystavěl novou rozhlednu s výhledem na Písek. Jako ideální místo byl zvolen právě vrcholek Jarník, ale díky vysokému porostu by bylo nutno vystavěn věž vysokou minimálně 28 metrů, což přesahovalo finanční možnosti tehdejšího klubu. Turisté se s píseckou radou tak podělili o výstavbu jednoduché dřevěné konstrukce přibližně 1 km od dnešního místa rozhledny. Od roku 1904 do roku 1918 tak nedaleko vrcholu stála jednoduchá dřevěná protipožární věž, která byla turisty náhodně využívána i k vyhlídkám do krajiny.
Současná věž byla na vrcholu vystavěna až v roce 1997, kdy zde byla tehdejším mobilním operátorem Eurotelem, Rádiem Prácheň a městem Písek vybudována železná konstrukce sloužící jako rozhledna a vysílač pokrývající mobilním a radiovým signálem oblast Písecka. Slavnostně byla otevřena 9. října 1997. Náklady na výstavbu rozhledny se vyšplhaly na 17 miliónů korun.
Stavba byla vyprojektována Spojprojektem Praha, dodána a namontována byla firmou Excon Chomutov. Pozemní práce a úpravu příjezdové cesty provedla firma Lesostavby Třeboň.

## Technické parametry

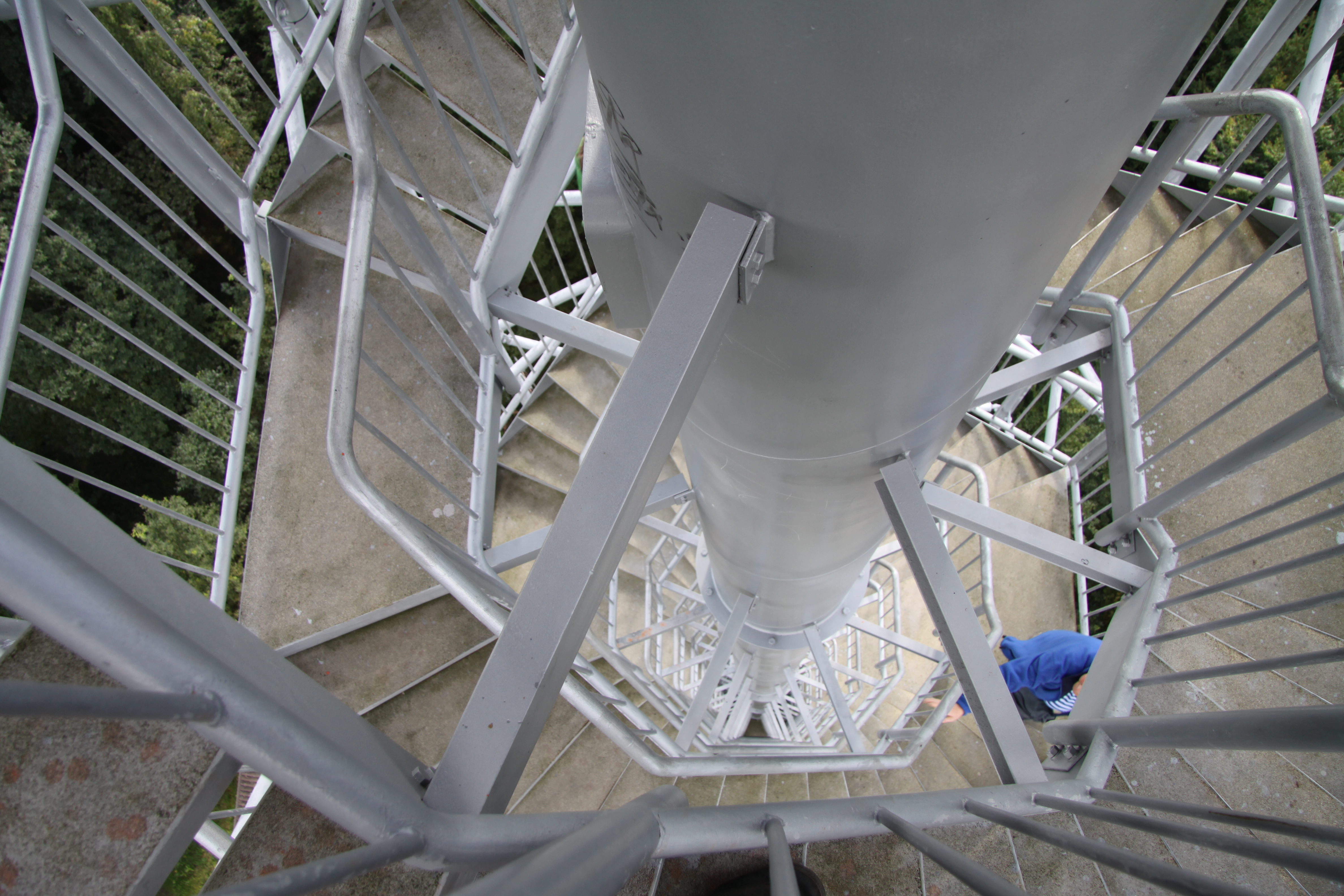
Pohled na dvojité točivé schodiště vedoucí na rozhlednu

Výška železné rozhledny je 59,4 metrů, ale návštěvník se může dostat do maximální výšky vyhlídkové plošiny, která je ve výšce 34,6 metrů. Na rozhlednu vedou dvě schodiště, kdy jedno by mělo sloužit pro výstup a druhé pro sestup. Celkově na vyhlídkovou plošinu vede 182 schodů a jeden betonový sokl, který je u základny rozhledny.

## Přístup
Z Písku je cesta k rozhledně snadná a vede přes železniční trať po silnici k osadě U Vodáka, kde je možno zaparkovat automobil. Zbytek cesty je nutné jít pěšky, či na kole, jelikož další vjezd do Píseckých hor je zakázán. Po modré značce se jde kolem bývalých rýžovišť zlata na kopec Jarník o nadmořské výšce 609 m.
Nazpět se dá jít k výletní restauraci a chatě Živec. Po červené značce návrat zpět k osadě U Vodáka. Celková délka trasy je asi 3,5 km.

## Vysílané stanice
Vysílač pokrývá rozhlasovým signálem město Písek a blízké okolí. Kromě rozhlasového vysílače a ostatních radioreléových spojů jsou zde umístěny i základnové stanice mobilních operátorů O2, T-Mobile a Vodafone.

### Rozhlas
Přehled rozhlasových stanic vysílaných z Jarníku:
|    | Stanice         | Kmitočet  | Výkon (ERP) | Polarizace |
| -- | --------------- | --------- | ----------- | ---------- |
| FM | Rock Radio      | 89 MHz    | 1 kW        | vertikální |
| FM | ČRo Radiožurnál | 97 MHz    | 1 kW        | vertikální |
| FM | ČRo Dvojka      | 98,9 MHz  | 1 kW        | vertikální |
| FM | ČRo Vltava      | 105,2 MHz | 1 kW        | vertikální |

## Nejbližší vysílače
| Růžice kompasu | Krkavec 82,4 km     | Cukrák 70,9 km | Radimovice u Želče 33,5 km | Růžice kompasu |
| Růžice kompasu | Svatobor 51,6 km    | Sever          | Javořice 83,8 km           | Růžice kompasu |
| Růžice kompasu | Svatobor 51,6 km    | Západ · Východ | Javořice 83,8 km           | Růžice kompasu |
| Růžice kompasu | Svatobor 51,6 km    | Jih            | Javořice 83,8 km           | Růžice kompasu |
| Růžice kompasu | Mařský vrch 36,3 km | Kleť 49,4 km   |                            | Růžice kompasu |